# Dzień Dobrej Wiadomości
Dzień Dobrej Wiadomości – święto proklamowane 8 września 2001 w Warszawie. Inicjatywa ta powstała w środowisku artystyczno-literackiego Salonu 101 prowadzonego przez Małgorzatę Bocheńską. To coroczne święto wydarzeń przebiegających pod wspólnym hasłem "Dobrej Wiadomości".

## Proklamacja
Powiadają, że żyjemy w upadku, zapaści, zacieraniu się wrażliwości moralnej, w czasach rozpadu społecznego. Czyż media nie dają nam takiego właśnie obrazu rzeczywistości? Dramat, sensacja, przemoc i patologia stały się ich głównym towarem. Odbiorcy są ciągle nienasyceni. Nienasyceni koszmarem. Szukają mocnych doznań, pragną ostrych wrażeń. Czyżby zapomnieli, że destrukcja i dramat to nie jest ostateczna i podstawowa wizja świata - napisano w przesłaniu.

## Kapituła
W Kapitule Dnia Dobrej Wiadomości zasiadali m.in. Małgorzata Bocheńska, Urszula Dudziak, Wojciech Eichelberger, Andrzej Tadeusz Kijowski, Tadeusz Rolke, Jacek Żakowski.

## Cele
Celem DDW jest angażowanie mediów w kształtowanie obrazu rzeczywistości przyjaznej człowiekowi, a także promowanie obrazu Polski i Polaków "jako ludzi życzliwych, twórczych, szukających wzorów i autorytetów".

## Księga Trzeciego Tysiąclecia
Księga Trzeciego Tysiąclecia zwana też Księgą Dobrej Wiadomości to kulminacyjna część projektu Dzień Dobrej Wiadomości. 
To ogromny i pięknie zdobiony wolumin. Na kilkaset kart tego tomu mają się złożyć wypowiedzi wybitnych naukowców, przywódców duchowych, biznesmenów, społeczników, artystów, architektów i polityków. 
Księga stanowić ma przesłanie dla nowego tysiąclecia. Ma przywoływać platońską trójjednię kalokagetei, czyli jedności wartości Dobra, Prawdy i Piękna. Ma współkształtować pozytywny obraz świata. Materiały do księgi zbierane będą na całym świecie do roku 2010. Inicjatywa Małgorzaty Bocheńskiej i Salonu 101 jest polską odpowiedzią na Manifest 2000 UNESCO. Zostanie opublikowana w 2011 r. – jako multimedialna encyklopedia myśli początku XXI w. Następnie zostanie zdeponowana w Nowej Bibliotece Aleksandryskiej. Do tego czasu jest przechowywana przez Bibliotekę Narodową w Warszawie. Dotychczas do Księgi wpisali się już m.in. Brigitte Bardot, Paulo Coelho, Dalajlama, Karol Myśliwiec, Szymon Peres, Szewach Weiss.